# 雍景臺
雍景臺（英語：Robinson Place），位於香港香港島中西區西半山羅便臣道70號，是太古地產發展的私人住宅，共有2座，提供651個單位。雍景臺為區內名廈之一，一直吸引不少專業人士和名人居住。

## 歷史
雍景臺前身為猶太教莉亞堂（本身是999年租期地契）的網球場及停車場。1982年4月2日，香港置地從莉亞堂手上投得發展權，將上述用地重建為住宅，租期為25年，原訂1986年建成，但最後因置地財困而放棄。
及後，猶太教莉亞堂就此重新進行招標，由太古地產投得項目。不過，猶太教莉亞堂仍舊沒有把整個地上權售予太古地產，但其住宅部分的使用權由25年延至99年。根據該堂與太古地產的協議，前者有權在租期於2093年屆滿後，向各住宅單位業主收回物業。

## 簡介
自1994年入伙後，便已是西半山樓王之一。逾五成單位擁有維多利亞港景致，室內實用率高逾8成，一直深受用家歡迎。不過，由於西摩道蔚然落成，故有部分海景單位視野受阻，反而遠望山樓景的單位，景觀較有保障。屋苑外長有綠色植物以提供新鮮空氣，同時美化區內的環境。
從2016年人口統計數據顯示，住戶為經理及行政級人員有37.6%，而專業人員及輔助專業人員則有25.6%，可見雍景臺住戶一般為行政級人員或專業人士。

## 名人業主
- 新民黨陳家珮：以2200萬購入第1座中層E室，單位面積為1117方呎[8]。
- 狄波拉：以1888萬元購入第1座中高層E室，單位實用面積為1117方呎。[9]
- 陳秉志：於1999年以980萬購入第1座中層F室，單位面積為1123方呎。[10]